# 표현 규칙
표현 규칙(Display rules)은 Paul Ekman에 의해 소개되어 직무 수행 중 보여야 하는 적절한 감정 표현에 대한 기준이다.
감정표현규칙에 대한 인식은 시대에 따라, 사람에 따라 조금씩 다르다. 정의 별로 살펴보자면 다음과 같다. 조직에서 감정 표현의 내용과 강도를 제한함으로써 특정 상황에서 특정 감정을 표현하도록 기대하는 규범을 표현 규칙(display rules)이라 하며, 대부분의 조직은 적절한 감정 표현을 위한 기준을 제시하는 표현규칙을 가지고 있다.표현규칙은 종업원들이 바람직한 업무 수행의 목표를 달성할 수 있도록 특정한 방법으로 감정표현을 관리할 목적으로 만들어지기 때문에 종업원들의 감정 조절의 기준으로 작용하여 어떤 특정 상황에서 어떤 감정을 경험하는 것이 적절한가와 또 이 감정을 어떻게 전달하고 표현해야 하는지를 알려 준다.
감정표현규칙은 특정 상황에서 느껴야만 하는 적절한 감정이 무엇이며, 또 그 감정을 어떻게 전달하고 표현해야 하는지에 대한 기준을 의미한다. 일반적으로 감정표현규칙은 사회적 상호작용 속에서 조직 또는 직무가 요구하는 방식으로 감정을 관리하기 위하여 제시 되는데특히 서비스 분야에서 더욱 중요시 되는 직원의 감정 관리는 궁극적으로 고객의 감정에 영향을 미치기 위하여 수행된다 고객과 직접적인 상호작용을 통해 업무를 수행하는 서비스업에서는 감정노동이 과업 역할 중 하나이기 때문에여타의 직무보다 조직에서 요구하는 감정표현규칙에 의해 자신의 감정표현이 더욱 직접적인 제약을 받게 된다

## 정의

### 애쉬포스와 험프리
감정 표현 규칙에 대해서 ‘조직에서 종사자들의 감정 표현 내용 및 강도를 제약함으로 특정 상황에서 특정 감정을 표현하도록 기대하는 규범(norms)’이라고 정의하였다. 많은 조직은 감정 표현 규칙의 사용을 통해 종사자들이 타인에게 감정을 어떻게 나타나야만 하는지 규정하고 있다. 또한 감정 표현 규칙의 사용은 종사자들에게 업무수행 시 적절한 표현에 대한 기준을 제공한다.

### 호스 차일드
감정 표현 규칙은 말, 표정 및 몸짓 등을 통해 조직이 요구하는 감정 표현을 연출하기 위한 각본화된 규범(Scripted rule)을 뜻하기도 한다.

### 다이펜도르프와 리차드
감정표현 규칙은 암묵적이며, 주어진 직무에서 요구되는 특정 감정의 표현은 다양하고 변할 수 있다고 하였다. 또한 조직은 종사자들이 고객과의 상호작용 시, 활기차고 친근한 감정을 표현하기를 기대한다. 이러한 긍정적인 감정은 고객에게 전이되어 고객 만족에 많은 영향을 미치기 때문이다. 따라서 조직은 이를 통해 성과를 높이려고 노력한다.

## 배경

### 형태
일반적으로 감정표현규칙은 긍정적 감정을 표현해야 하는 긍정감정표현규칙과 부정적인 감정을 억제해야 하는 부정감정억제규칙의 두 가지 형태로 구분된다.서비스업에서는 고객과의 상호작용 시 긍정적인 감정을 적극적으로 표현하고 부정적인 감정은 억제하는 것을 기본적인 원칙으로 삼고 서비스 종업원들의 감정을 규제하고 있다. 이러한 감정규제(Emotional regulation)는 서비스 성과와 직결될 뿐만 아니라 이를 수행하는 조직구성원들의 직무태도에 영향을 미친다는 점에서 중요하다.
만일 종업원들이 감정표현규칙에 의해 요구되는 감정과 불일치 하는 감정을 실제로 느끼고 있다면 이는 감정부조화(emotional dissonance)를 경험하는 것이고, 그 결과 서비스 업무를 수행하기 위하여 자신의 감정을 조절해야 하는 과정이 필요할 것이다. 즉, 구성원이 실제로 부정적인 감정을 느끼고 있는 상황에서 서비스 업무에서 요구하는 긍정적인 감정을 적극적으로 표현하거나 자신의 실제 부정적 감정을 억누르는 것과 같은 감정조절(regulation of emotions)이 수반된다.

### 결과
감정표현규칙은 특히 감정노동이 수반되는 서비스 직종에서 중요한 개념이다. 서비스 접점에서 서비스를 제공하는 종업원의 입장에서는, 대 고객서비스의 질을 높이고자 감정표현의 규범을 표준화하고 강화하는 기업의 활동으로 인해, 자신의 감정이나 느낌을 강제 당하고 통제 당하게 된다. 특히 서비스 기업은 고객들이 서비스제공자인 종업원과 접촉하는 동안에 자신의 기업과 상품에 대해 호의적인 감정을 갖도록 상호관계의 질을 관리할 필요성을 인식하게 된다. 이에 따라 기업은 종업원의 감정표현 방식과 절차 등에 대하여 일정한 기준과 규범을 제정하게 된다. 기업에서 제정하여 준수하도록 요구하는 이러한 기준과 규범을 수용하는 과정에서, 종업원들은 감정노동(emotion labor)을 경험하게 된다. 일반적으로 감정노동은 ‘대인적 상호작용과정에서 어조, 표정, 몸짓 등 외부적으로 드러나는 감정표현을 직무의 일부로 연기하기 위해 종업원이 자신의 감정을 조절하려는 노력’으로 정의된다. 즉 업무를 수행하면서 타인의 감정을 위해 자신의 감정을 규제해야 하는 노동을 말한다. 감정노동은 서비스 상품이 갖고 있는 독특한 특성으로 인해 서비스 직종에 종사하는 사람들의 직무에서 두드러진다. 기업이 종업원의 감정노동을 관리하는 가장 대표적인 수단이 바로 감정에 대한 표현규칙 혹은 감정표현규칙이다.
초기 연구에서는 감정표현규칙이 종업원들의 직무태도나 그들의 감정노동 전략에 미치는 영향에 대해서 관심을 가졌는데, 감정표현규칙은 종업원들의 감정표현에 대한 통제권을 빼앗기 때문에 긍정감정표현규칙과 부정감정억제규칙 모두 소진이나 스트레스, 신체적 징후와 같은 부정적인 결과를 유발한다고 제안하였다.
반면 이후 연구들 중 일부에서는 감정표현규칙의 긍정적인 효과를 검증하였다. 예를 들어 감정표현규칙은 구성원들의 내면화 행위와 진실행위를 증진시켰으며, 긍정감정표현규칙은 직무열의와 직무만족과 고객지향행위를 증진시켰다.

## 장점
감정 표현 규칙은 고객과 종업원 간 원활한 상호작용에 기여하여 업무수행의 목표를 달성할 수 있도록 하는 특정한 방법이다. 감정 표현 규칙은 종업원들의 감정조절의 기준으로 작용하여, 어떤 특정 상황에서 어떤 감정을 경험하는 것이 적절한가와 이 감정을 어떻게 전달하고 표현해야 하는지를 알려준다. 따라서 종업원이 감정적 거래 과정에서 화를 내거나 짜증을 내는 고객을 만날 때, 감정표현규칙이 명확히 마련되어 있다면, 그들은 직무상황과 인지적으로 거리를 둔 채 객관성과 감정적 균형 상태를 유지하면서 감정노동을 수행할 수 있다. 이렇게 명확히 설정된 감정표현규칙으로 인해 자신의 감정을 조절할 수 있게 됨으로써, 종업원들은 자아에 심각한 위협을 받지 않으면서 고객에게 따뜻한 미소를 짓거나 친절한 태도로 말하는 등 긍정적 정서를 전달하는 데 적극적일 수 있다.

## 단점

### 감정표현규칙의 피상적 수용가능성
종업원들이 표현규칙에 맞게끔 자신의 내적 감정을 변화시킬 수 없는 경우도 있다. 예로서, 종업원들이 감정표현규칙의 내용 혹은 폭이 너무 과한 것으로서 여기며 그 결과로서 자신들이 따라야만 하는 감정표현규칙의 일부를 진심으로는 받아들이지 않는 경우가 있다. 혹은 감정표현규칙을 수행해야 하는 것으로서 받아들이더라도 여러 상황적 여건상(예: 개인적인 문제로 인한 심한 우울 및 분노 상태) 그 규칙에 맞게 항상 자신의 내적 감정을 변화시킬 수 없는 경우도 있다. 이러한 경우 종업원들은 자신의 내적 감정의 변화 없이 고객에 대한 겉보기 반응만을 변화시켜 감정표현규칙을 따르려 하는 표면적 행위에 종사할 수 있다.

### 종업원의 심리적 안녕의 위협 가능성
조직목표 달성을 위해 감정 자율권이 어느 정도 제한당하는 것에 대한 당위성은 인정하지만, 그 자율권 제한 정도가 지나쳐 자신들의 심리적 건강(psychological well-being)이 저해되고 있다고 느끼는 경우가 있다. 감정표현규칙을 통한 종업원의 긍정적 반응뿐만 아니라 부정적 반응을 투영할 수 있는 혹은 파악할 수 있는 것 중의 하나가 ‘감정표현규칙의 공정성’ 개념이다. 즉, 종업원들의 감정표현규칙에 대한 반응은 조직이 종업원으로 하여금 감정표현규칙에 맞게끔 고객을 응대하도록 요구하는 것이 공정한 가에 대한 종업원들의 믿음 속에 반영된다. 감정표현규칙의 공정성 은 각각의 종업원별로 다를 수 있으며, 그 결과로써 그들의 감정표현규칙에 대한 중요도 인식 정도는 달라질 수 있다.
만일 종업원들이 감정표현규칙을 조직의 성공을 위해 실행해야만 하는 중요한 것으로써 여긴다면 그들의 감정표현규칙의 공정성은 높아질 것이고 또 감정표현규칙 몰입도 높아질 것이다. 반면에, 만일 종업원들의 감정표현규칙 공정성이 낮다면 그들의 감정표현규칙 수행의 매력도는 낮아지고 또 감정표현규칙 몰입도 낮게 될 것이다.
점검에 대한 지각이 낮은 집단에서는 감정표현규칙의 명확성과 긍정적 감정표현이 아무런 관련성을 갖지 않는 것으로 나타났다. 반면에 점검 장치가 잘 마련되어 있다고 생각할수록，명확히 설정된 감정표현규칙에는 조직의 진정한 기대가 담겨있고，그것의 준수 여부를 기업이 매우 중요시 여기고 있다는 신호를 조직구성원들은 강하게 인지하게 된다. 감정표현규칙을 명확히 하더라고, 이것이 조직구성원에 대한 업무지침으로 효과적으로 작동으로 하려면，이의 준수 여부를 정확히 평가할 수 있는 점검 장치를 체계적으로 마련할 필요가 있다는 것이다. 그런데 여기서 한 가지 간과하지 말아야 할 것은 비록 점검 장치가 조직의 성과 향상에는 긍정적 기여를 하지만，종업원의 안녕에는 부정적 효과를 산출할 가능성이 높다는 것이다).
감정노동은 종업원의 감정자원을 업무역할에 투입해야 하고, 감정은 자아와 분리될 수 없는 것이기에 종업원의 안녕이 저해되면 결국 서비스 품질의 하락으로 귀결될 수 있다. 따라서 Holman 둥 (2002)의 주장처럼. 종업원들이 점검장치들을 그들을 위협하거나 불안에 떨게 만드는 장치로 지각하지 않도록. 기업은 각별한 주의를 기울일 필요가 있다. 요컨대 점검장치들이 서비스 종업원들의 경력계발이나 서비스 표준을 확보하는 데 도움이 되는 것으로 종업원들이 지각할 수 있도록 만들려는 기업의 노력이 요구된다.

### Gosserand와 Diefendorff(2005)의 의견
Gosserand와 Diefendorf는 감정표현규칙을 인식함에도 불구하고 그에 맞는 감정표현행위가 개인들마다 다른 이유는 개인들이 갖고 있는 감정표현규칙 몰입의 차이에 있다고 보았다. 감정표현규칙 몰입(commitment to display rules)은 “조직에서 바람직하다고 여기는 감정을 표현하기 위해 많은 노력을 지속적으로 기울이며 또 어려운 상황에서도 그 노력을 포기하지 않으려는 개인의 의도”로서 정의된다. 많은 조직들은 조직원들의 감정표현규칙 준수를 그들에게 부과된 작업요구(work requirement)의 일부로 여기며, 그 결과로서 개인들은 감정표현규칙에 부합하는 감정 표현을 작업 목표중의 하나로 받아들인다. 따라서 감정표현규칙은 목표(goal)의 한 종류이며 감정표현규칙 몰입은 목표 몰입(goal commitment)의 일종이라고 할 수 있는 것이다. 감정표현규칙 몰입이 높은 개인들은, 설사 그들이 고객 불공정성을 인식하여 고객에 대한 부정적 느낌 및 태도를 갖고 있다하더라도, 고객을 향한 친절과 미소를 자아내는 감정을 실제로 갖기 위해 지속적인 노력을 수행할 것이다. 최소한, 감정표현규칙 몰입이 낮은 사람들 보다는 고객을 대할 때 조직에서 표현하기를 원하는 감정을 실제로갖기 위해 더 지속적인 노력을 수행할 것이다. 따라서 감정표현규칙 몰입은 고객 상호작용 불공정성의 심층적 행위에 대한 부의 영향을 완화시킬 것이다. 이 점에 착안하여 종업원들의 감정표현규칙 몰입에 노력할 수 있는 여러 가지 방안을 확보하는 것이 기업에게 있어 아주 중요한 숙제로 남아 있다고 할 수 있다.

## 같이 보기
- 발달심리학
- 감정노동
- 현황